# Diplocentrus spitzeri
Espèce
Diplocentrus spitzeri est une espèce de scorpions de la famille des Diplocentridae.

## Distribution
Cette espèce se rencontre aux États-Unis en Arizona et au Mexique au Sonora.

## Description
Le mâle holotype mesure 46 mm et la femelle paratype 50 mm.

## Étymologie
Cette espèce est nommée en l'honneur de Carl Spitzer.

## Publication originale
- Francke, 1970 : Diplocentrus spitzeri, a new Arizona species of scorpion. Entomological news, vol. 81, no 1, p. 25-32 (texte intégral).